# طول عمري (ألبوم)
طول عمري هو ألبوم ستوديو للمطربة اللبنانية نوال الزغبي تم إنتاجه وتوزيعه سنة 2001 ، والألبوم مكون من 8 أغاني.

## الأغاني
- كام ليلة

كلمات : بهاء الدين محمد
الحان : عمرو مصطفى
توزيع : حميد الشاعري
- طول عمري

كلمات : خالد تاج الدين
الحان : عمرو مصطفى
توزيع : حميد الشاعري
- حبيته

كلمات : خالد تاج الدين
الحان : عمرو مصطفى
توزيع : حميد الشاعري
- نجوم السما

كلمات : خالد منير
الحان : محمد رحيم
توزيع : حميد الشاعري
- حاسب نفسك الأول

كلمات : سعود الشربتلي
الحان : سمير صفير
توزيع : طارق مدكور
- بيحكوا عنك

كلمات : طوني أبي كرم
الحان : وسام الأمير
توزيع : روجية خوري
- كده بتغيب

كلمات : أحمد شتا
الحان : صلاح الشرنوبي
توزيع : حميد الشاعري
- على فين

كلمات : أمير طعيمة
الحان : عمرو مصطفى
توزيع : حميد الشاعري